# Susanna Raganelli
Susanna „Suzy“ Raganelli (* 21. Februar 1946 in Rom) ist eine ehemalige italienische Rennfahrerin. Sie gewann 1966 die Kart-Weltmeisterschaft.

## Karriere
Raganelli begann ihre Profikarriere im Kartsport mit 19 Jahren, nachdem sie bereits als Jugendliche an Amateurrennen teilgenommen hatte. Mit der Unterstützung ihres Vaters Cesare Raganelli, der durch den Handel mit Alfa-Romeo-Fahrzeugen in Rom vermögend geworden war, hatte sie Zugang zu hochwertigen Werkskarts von Tecno und trat mit dem Tecno Piuma mit Parilla/IAME-Motor zu zahlreichen Läufen in Europa und Südafrika an. 1965 gewann sie die italienische Kartmeisterschaft in der Super-Klasse für Motoren bis 100 cc Hubraum und war 1965 und 1966 Teil der siegreichen italienischen Auswahl für die Kart-Europameisterschaft, bei denen die besten Nationalteams gekürt wurden. Raganellis größter Erfolg war der Gewinn der in Kopenhagen ausgetragenen Kart-Weltmeisterschaft im Jahr 1966. Sie setzte sich unter anderem gegen den späteren Grand-Prix-Sieger Ronnie Peterson durch, der den dritten Platz belegte. Mit diesem Erfolg ist Raganelli bis heute die einzige Frau, die jemals mit einem vierrädrigen Fahrzeug eine vom Motorsport-Weltverband FIA sanktionierte Weltmeisterschaft gewinnen konnte. 1967 wurde der Modus der Meisterschaft verändert: Anstatt nur einer einzelnen Strecke, auf der zunächst mehrere Ausscheidungsläufe und anschließend das Entscheidungsrennen ausgetragen wurden, glich das neue System mit je einem Rennen pro Strecke in mehreren Ländern nun vielen Wettbewerben im höherklassigen Automobilsport. Raganelli gewann den ersten Lauf in Vevey, erlitt allerdings kurz darauf bei einem Rennen in Frankreich einen Schlüsselbeinbruch. Nach ihrer Genesung sie nicht mehr an vorherige Erfolge anknüpfen und ihren Titel nicht gegen den Schweizer Fahrer Edgardo Rossi verteidigen. Sie versuchte sich danach noch mehrmals mit einem Alfa Romeo GTA bei Tourenwagenrennen, erzielte aber keine Erfolge und trat Ende der 1960er-Jahre vom aktiven Motorsport zurück.

## Weitere Tätigkeiten
Nach dem Ende ihrer Karriere betätigte sich Raganelli als Managerin für ihren Ehemann Giancarlo Naddeo, der 1971 die Italienische Formel-3-Meisterschaft gewonnen hatte und bis in die späten 1990er-Jahre hinein an meist in Italien ausgetragenen Touren- und Sportwagenrennen teilnahm.